# Majnel'vėgyrgyn
Il Majnel'vėgyrgyn (in russo Майнельвэгыргын?, nell'alto corso Majnuveem, Мейнувеем) è un fiume dell'Estremo Oriente russo. Scorre nel rajon Anadyrskij del Circondario autonomo della Čukotka. 

## Descrizione
Le sorgenti del fiume si trovano negli speroni occidentali della cresta Majngypil'gynskij (una catena che fa parte dei monti dei Coriacchi). Il fiume scorre dapprima fra le montagne, all'uscita dalla zona montuosa, scorre attraverso un'ampia e pianeggiante valle larga da 4 a 6 km, dove il fiume, oltre al canale principale, è diviso in diversi canali piccoli ma profondi (fino a 2 m) con sponde ripide con un flusso lento. Nel corso inferiore il corso d'acqua è circondato da numerosi laghetti e l'area circostante è paludosa. Entrando nel bassopiano dell'Anadyr', alla confluenza con il Nygčekveem, forma il fiume Tumanskaja. Il Majnel'vėgyrgyn ha una lunghezza di 130 km, l'area del bacino è di 2 000 km².
Lungo il fiume ci sono foreste di ontano e pino siberiano (i singoli alberi raggiungono un'altezza di 5 m), intervallate da prati e paludi con boschetti di salici.